# Quero Vas
Quero Vas est une commune italienne de 3 112 habitants située dans la province de Belluno, dans la région de la Vénétie, dans le Nord-Est de l'Italie.
Cette entité, dont la création date du 28 décembre 2013, est la conséquence de la fusion des communes de Quero et Vas,.

## Administration
| Période                                  | Période | Identité | Étiquette | Qualité |
| ---------------------------------------- | ------- | -------- | --------- | ------- |
|                                          |         |          |           |         |
| Les données manquantes sont à compléter. |         |          |           |         |